# Partula
Partula са род тропически сухоземни охлюви от семейство Partulidae.

## Разпространение
Охлювите от рода обитават полинезийските острови от Дружествените острови на запад до Палау на изток. Макар и огромен ареал, то територията на сушата е едва около 13 000 km2

## Опазване
Представителите на вида са типичен пример за унищожаване на видове в резултат на интродукция на други видове в резултат на човешката дейност. След въвеждането на хищните африкански охлюви Achatina се стига до масово изчезване на видове. Така през 2009 г. напълно изчезнали са 51 вида, а 11 вида са изчезнали от естествената си среда, но се отглеждат в плен

## Видове
Видовете от род Partula са както следва:
| - Partula affinis † - Partula approximata † - Partula arguta † - Partula atilis † - Partula aurantia † - Partula auriculata † - Partula bilineata † - Partula callifera † - Partula calypso - Partula candida † - Partula castanea † - Partula cedista † - Partula citrina † - Partula clara | - Partula compacta † - Partula crassilabris † - Partula cuneata † - Partula cytherea † - Partula dentifera - Partula dolichostoma † - Partula dolorosa † - Partula emersoni - Partula eremita † - Partula exigua † - Partula faba - Partula filosa - Partula formosa † - Partula fusea † - Partula garretti | - Partula gibba - Partula guamensis - Partula hebe - Partula hyalina - Partula imperforata † - Partula labrusca † - Partula langfordi - Partula leptochila † - Partula leucothoe - Partula levilineata † - Partula levistriata † - Partula lutea † - Partula martensiana - Partula microstoma † | - Partula mirabilis - Partula mooreana - Partula nodosa - Partula otaheitana - Partula planilabrum † - Partula producta † - Partula protea † - Partula protracta † - Partula radiata † - Partula radiolata - Partula raiatensis † - Partula remota † - Partula robusta † - Partula rosea - Partula rustica † | - Partula sagitta † - Partula salifana † - Partula salifera † - Partula suturalis - Partula taeniata - Partula thalia † - Partula thetis - Partula tohiveana - Partula tristis - Partula turgida † - Partula umbilicata † - Partula varia - Partula variabilis † - Partula vittata † |